# Lianjiang (Zhanjiang)

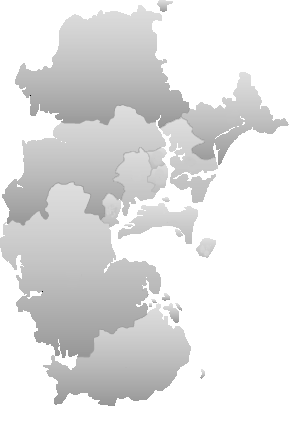
Lage der kreisfreien Stadt Lianjiang im Gebiet der bezirksfreien Stadt Zhanjiang

Die Stadt Lianjiang (廉江市,  Liánjiāng Shì) ist eine kreisfreie Stadt in der chinesischen Provinz Guangdong. Sie gehört zum Verwaltungsgebiet der bezirksfreien Stadt Zhanjiang. Lianjiang hat eine Fläche von 2.840 Quadratkilometern und zählt 1.363.470 Einwohner (Stand: Zensus 2020). Regierungssitz ist das Straßenviertel Luozhou (罗州街道).

## Administrative Gliederung
Auf Gemeindeebene setzt sich die kreisfreie Stadt aus drei Straßenvierteln und achtzehn Großgemeinden zusammen. 